# Rensjön, Hälsingland
Rensjön är en sjö i Ljusdals kommun i Hälsingland och ingår i Ljusnans huvudavrinningsområde. Sjön är 4,2 meter djup, har en yta på 0,811 kvadratkilometer och befinner sig 343 meter över havet.

## Delavrinningsområde
Rensjön ingår i det delavrinningsområde (682634-145628) som SMHI kallar för Utloppet av Rensjön. Medelhöjden är 360 meter över havet och ytan är 6,76 kvadratkilometer. Det finns inga avrinningsområden uppströms utan avrinningsområdet är högsta punkten. Vattendraget som avvattnar avrinningsområdet har biflödesordning 4, vilket innebär att vattnet flödar genom totalt 4 vattendrag innan det når havet efter 178 kilometer. Avrinningsområdet består mestadels av skog (58 procent) och sankmarker (22 procent). Avrinningsområdet har 0,81 kvadratkilometer vattenytor vilket ger det en sjöprocent på 12 procent.